# ألعاب محاكاة المشي

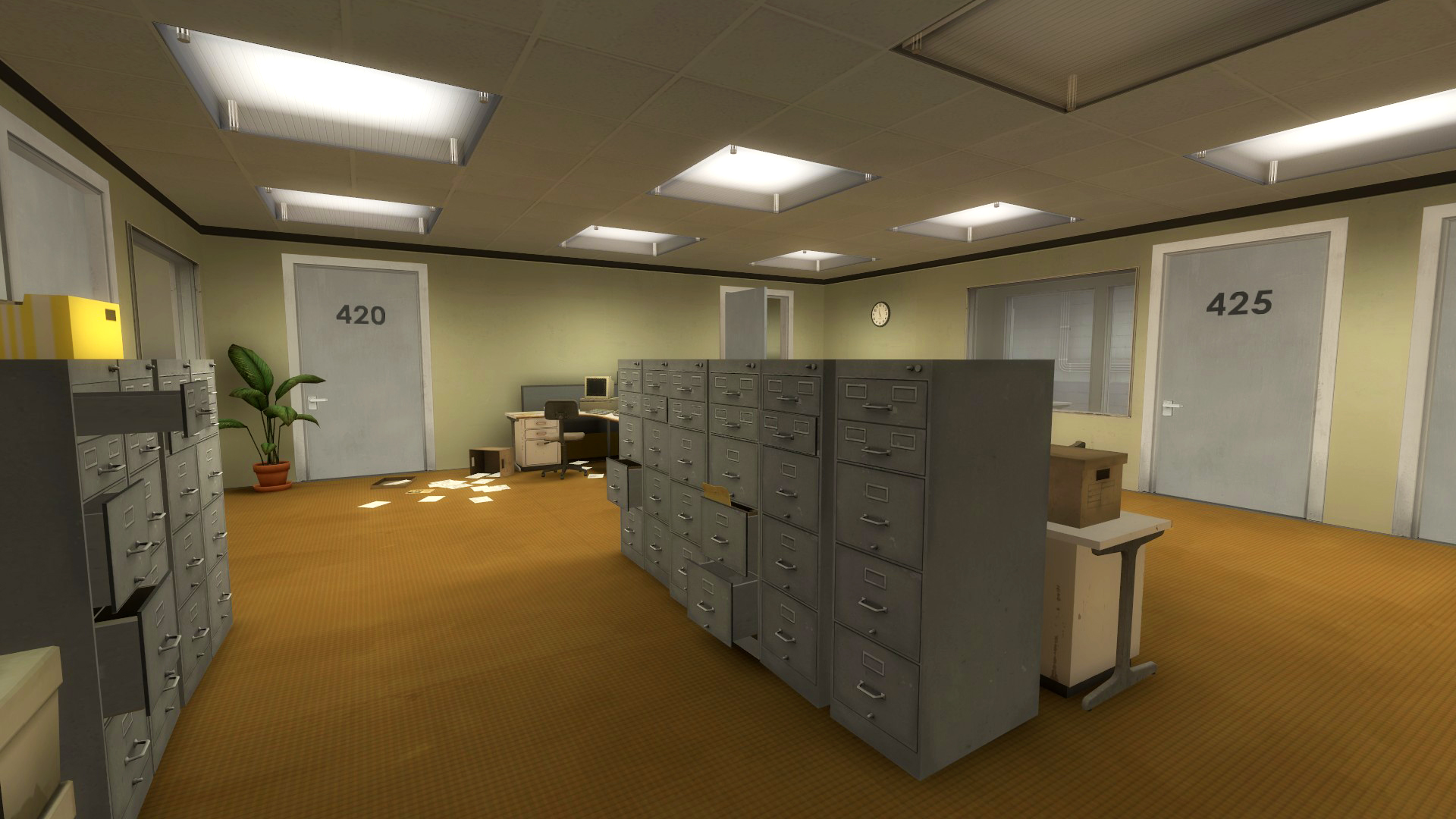
The Stanley Parable لعبة مثال على محاكي المشي

محاكاة المشي، هو نوع من ألعاب المغامرة يتمحور بشكل أساسي حول الحركة والتفاعل مع البيئة. لا تحتوي ألعاب محاكاة المشي عادةً على ميكانيكيات قتال أو سيناريوهات فوز/خسارة تقليدية، لكنها قد تتضمن أحيانًا بعض عناصر الألغاز. وبينما ظهرت هذه العناصر في ألعاب الفيديو في الثمانينيات، بدأ استخدام مصطلح "محاكاة المشي" بشكل ساخر في أواخر العقد الأول من القرن الحادي والعشرين لوصف الألعاب الجديدة من هذا النوع، ولا سيما لعبة Dear Esther. مع مرور الوقت، تراجع الطابع السلبي للتعبير وأصبح يُستخدم من قبل اللاعبين، رغم أن بعض مطوري الألعاب ما زالوا يعتبرونه مصطلحًا محملاً بمعاني سلبية تتعلق بأسلوب اللعب. وتشمل الأوصاف الأخرى الشائعة لألعاب من هذا النوع عبارات مثل لألعاب السردية و ألعاب الاستكشاف.

## صفات
تتمحور ألعاب محاكاة المشي حول الاستكشاف، حيث يتم إلقاء اللاعب في بيئة غير مألوفة تتراوح من العادية إلى الخيالية. يكتشف اللاعب جوانب تلك البيئة، ويكتسب فهمًا حول من يسكنها وما إذا كانت معادية أم لا. تفتقر معظم ألعاب محاكاة المشي إلى جوانب مثل القتال، أو الاستراتيجية. يتم إنشاء معظمها أيضًا بواسطة مطورين مستقلين، على الرغم من الإشارة إلى العناوين الرئيسية مثل Death Stranding على أنها محاكاة المشي. 
تضيف ألعاب محاكاة المشي في بعض الأحيان عناصر ألعاب الرعب ، مما يمنح الاستكشاف المزيد من جوانب التوتر. على الرغم من أن معظم ألعاب الرعب والبقاء على قيد الحياة تتضمن القتال والإجراءات الأخرى التي يمكن للاعب استخدامها للبقاء على قيد الحياة، فإن بعض الألعاب مثل Outlast و Paratopic تزيل قدرات القتال، مما يترك اللاعب بدون أي وسيلة أخرى للرد على الأحداث. يمكن اعتبار هذه الألعاب بمثابة محاكيات للمشي لأنها تساعد على خلق استجابة عاطفية في سردها من خلال إزالة قدرة اللاعب على الرد على الأحداث المخيفة، جنبًا إلى جنب مع القدرة على إدراج إشارات مرئية وصوتية مصممة لتخويف اللاعب. 